# I liga 1964-1965 (pallacanestro maschile)
La I liga 1964-1965 è stata la 31ª edizione del massimo campionato polacco di pallacanestro maschile. La vittoria finale è stata ad appannaggio dello Śląsk Breslavia.

## Risultati

### Stagione regolare
|     | Squadra          | G  | V  | P  | PF   | PS   | Pt. | Qualificazione        |
| --- | ---------------- | -- | -- | -- | ---- | ---- | --- | --------------------- |
| 1.  | Śląsk Breslavia  | 22 | 17 | 5  | 1663 | 1401 | 39  |                       |
| 2.  | Wisła Cracovia   | 22 | 17 | 5  | 1699 | 1519 | 39  |                       |
| 3.  | Start Lublino    | 22 | 14 | 8  | 1491 | 1441 | 36  |                       |
| 4.  | Legia Varsavia   | 22 | 13 | 9  | 1710 | 1683 | 35  |                       |
| 5.  | Lech Poznań      | 22 | 11 | 11 | 1487 | 1484 | 33  |                       |
| 6.  | Polonia Varsavia | 22 | 11 | 11 | 1455 | 1471 | 33  |                       |
| 7.  | Wybrzeże Danzica | 22 | 10 | 12 | 1507 | 1583 | 32  |                       |
| 8.  | AZS Varsavia     | 22 | 10 | 12 | 1521 | 1564 | 32  |                       |
| 9.  | AZS Toruń        | 22 | 9  | 13 | 1562 | 1638 | 31  |                       |
| 10. | Sparta Cracovia  | 22 | 7  | 15 | 1449 | 1592 | 29  |                       |
| 11. | AZS Poznań       | 22 | 7  | 15 | 1415 | 1542 | 29  | retrocesse in II liga |
| 12. | AZS Cracovia     | 22 | 6  | 16 | 1474 | 1675 | 28  | retrocesse in II liga |

| I liga 1964-1965          |
| ------------------------- |
| Śląsk Breslavia 1º titolo |

## Formazione vincitrice
| N° | Naz.               | Ruolo | Sportivo              |  | Alt. |  |
| -- | ------------------ | ----- | --------------------- |  | ---- |  |
|    | Polonia (bandiera) | P     | Kazimierz Frelkiewicz |  | 181  |  |
|    | Polonia (bandiera) | C     | Edward Grzywna        |  | 195  |  |
|    | Polonia (bandiera) |       | Andrzej Kałas         |  |      |  |
|    | Polonia (bandiera) |       | Władysław Kasiński    |  |      |  |
|    | Polonia (bandiera) |       | Leszek Lipski         |  |      |  |
|    | Polonia (bandiera) | A     | Mieczysław Łopatka    |  | 196  |  |
|    | Polonia (bandiera) |       | Zenon Matysik         |  |      |  |
|    | Polonia (bandiera) | C     | Jan Murzynowski       |  |      |  |
|    | Polonia (bandiera) |       | A. Naruszewicz        |  |      |  |
|    | Polonia (bandiera) |       | Bernard Repko         |  |      |  |
|    | Polonia (bandiera) |       | Wojciech Szczeciński  |  |      |  |
|    | Polonia (bandiera) |       | Jerzy Świątek         |  |      |  |
|    | Polonia (bandiera) |       | Adam Weber            |  |      |  |
|    | Polonia (bandiera) |       | Jan Wilczewski        |  |      |  |
|    | Polonia (bandiera) | All.  | Ryszard Stasik        |  |      |  |

## Premi e riconoscimenti
- MVP stagione regolare:  Mieczysław Łopatka, Śląsk Breslavia